# Pallacanestro Varese 1965-1966
Nel Campionato 1965-66 la Federazione Italiana Pallacanestro abroga il divieto di schierare giocatori stranieri in campionato, limitandone il numero ad uno. La Pallacanestro Varese acquista il pivot statunitense Toby Kimball, che resterà una sola stagione, per poi tornare in patria come giocatore dei Boston Celtics.
L'allenatore Vittorio Tracuzzi passa a Cagliari, nelle serie minori, lasciando il posto a Vinicio Nesti. Il sostituto resisterà fino al 15 dicembre 1965, venendo poi sostituito da Giovanni Gavagnin e Paolo Vittori, neo acquisto proveniente dalla Simmenthal Milano, nel doppio ruolo di giocatori-allenatori.
Lo statunitense Tony Gennari viene utilizzato per disputare la prima Coppa Intercontinentale che si disputa a Madrid. L'Ignis conquista il primo posto, a danno della squadra brasiliana del Corinthians Paulista. In campionato la vittoria si decide con uno spareggio tra Varese e Milano; l'utilizzo per gli ultimi dieci minuti di Gennari, considerato secondo straniero nonostante il passaporto italiano dovuto alla sua origine, costa la perdita a tavolino dell'incontro e lo scudetto viene vinto dalla Simmenthal.

## Rosa 1965/66

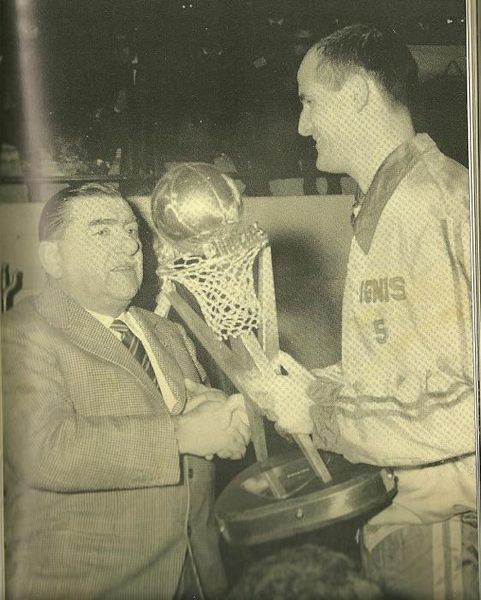
Il capitano Giovanni Gavagnin consegna la Coppa Intercontinentale al rientro da Madrid al presidente Giovanni Borghi

- Sauro Bufalini
- Giambattista Cescutti
- Ottorino Flaborea
- Giovanni Gavagnin
- Pierangelo Gergati
- Toby Kimball
- Remo Maggetti
- Massimo Villetti
- Paolo Vittori
  - Allenatore
- Vinicio Nesti

dal 15 dicembre 1965
- Giovanni Gavagnin
- Paolo Vittori

## Statistiche
| COMPETIZIONE            | GIOCATE | VINTE | PERSE | F    | S     | PIAZZAMENTO |  |
| CAMPIONATO              | 23      | 19    | 4     | 1805 | 1452* | 2           |  |
| TORNEI E AMICHEVOLI     | 25      | 21    | 4     | 2291 | 1668  | -           |  |
| COPPA INTERCONTINENTALE | 2       | 2     | 0     | 152  | 136   | VINCITRICE  |  |

- Conteggiati anche i due punti assegnati alla Simmenthal Milano nella partita persa a tavolino.

## Fonti
- "Pallacanestro Varese 50 anni con voi" di Augusto Ossola
- "La Pallacanestro Varese" di Renato Tadini